# 輸入中國籍香港永久性居民第二代計劃
輸入中國籍香港永久性居民第二代計劃（英語：Admission Scheme for the Second Generation of Chinese Hong Kong Permanent Residents (ASSG)），是香港特別行政區政府為了吸引已移居海外的中國籍香港永久性居民的第二代回港，緩解香港人口老化及勞動力下降，支持香港的經濟發展的一項入境計劃。計劃於2015年4月28日公佈，於當年5月4日開始實施，計劃不限行業、不限配額，申請人在首次入境時無須先獲得聘用。

## 中華人民共和國國籍法與香港永久性居民身份
《中華人民共和國國籍法》第五條規定「父母雙方或一方為中國公民，本人出生在外國，具有中國國籍。但父母雙方或一方為中國公民並定居在國外，本人出生在國外時即具有外國國籍，不具有中國國籍」。《香港特別行政區基本法》第二十四條規定香港特别行政区永久性居民为：
1. 在香港特别行政区成立以前或以后在香港出生的中国公民；
2. 在香港特别行政区成立以前或以后在香港通常居住连续七年以上的中国公民；
3. 第（一）、（二）两项所列居民在香港以外所生的中国籍子女；
4. 在香港特別行政區成立以前或以後持有效旅行證件進入香港、在香港通常居住連續七年以上並以香港為永久居住地的非中國籍的人；
5. 在香港特別行政區成立以前或以後第(四)項所列居民在香港所生的未滿二十一周歲的子女；
6. 第(一)至(五)項所列居民以外在香港特別行政區成立以前只在香港有居留權的人。

故此，中國籍香港永久性居民的子女有可能因為自身不具有中華人民共和國國籍，而無法憑藉父母關係獲得香港居留權。
常見的情形包括出生於屬地主義國家，同時其父母一方或雙方為有外國永久居留身份的中國公民。由於此類人士既沒有香港居留權又沒有香港入境權，需要申請簽證方可在香港居留。

## 申請資格
1. 國籍：不得為 阿富汗、 古巴和 [2]
2. 出生地：在 中国大陆、 香港、 澳門及 臺灣以外地方出生
3. 父母：父或母至少一方在申請人提出申請時持有有效的香港永久性居民身份證，及在其出生時是已定居海外的中國籍人士
4. 年齡：在提出申請時年齡介乎18至40歲
5. 經濟能力：證明留港期間，能自行負擔自己和受養人，不需公共援助
6. 良好品行：入境和保安規定，沒有任何犯罪或不良記錄
7. 語文能力：良好中文（粵語或普通話）或英文能力
8. 基本學歷：一般要求備有文件證明的學士學位，良好的技術資格、經證明的專業能力或備有文件證明的有關經驗和成就，亦可獲考慮

自2023年10月26日起，越南、寮國及尼泊爾國民可通過輸入中國籍香港永久性居民第二代計劃來港工作。

## 逗留條件

### 逗留條件
申請人只受逗留期限而不受其他逗留條件限制，他們在獲准逗留的期間可在香港自由從事或轉換工作，及開辦或參與任何業務，無須事先取得入境事務處處長的批准。

### 逗留期限
根據輸入中國籍香港永久性居民第二代計劃獲准來港的人士，一般首次入境可獲准在港逗留24個月，其後須已獲得聘用或已在港開辦或參與業務方可延期逗留。如延長逗留期限獲批准，申請人每次通常會獲准逗留3年。如申請人已根據該計劃獲准在港逗留不少於兩年及在上一評稅年度的薪俸稅應評稅入息達港幣200萬元或以上，則一般會獲准延期逗留六年。

## 統計數字
| 年份   | 申請數字 | 獲批數字 |
| ------ | -------- | -------- |
| 2016年 | 206      | 127      |
| 2017年 | 133      | 80       |
| 2018年 | 125      | 71       |
| 2019年 | 94       | 55       |
| 2020年 | 68       | 37       |
| 2021年 | 67       | 39       |
| 2022年 |          | 56       |

| 年份   | 澳洲 | 加拿大 | 荷蘭 | 菲律賓 | 新加坡 | 英國 | 美國 | 其他 |
| ------ | ---- | ------ | ---- | ------ | ------ | ---- | ---- | ---- |
| 2016年 | 16   | 22     | 15   | 10     | 2      | 11   | 31   | 20   |
| 2017年 | 5    | 21     | 7    | 2      | 4      | 9    | 22   | 10   |
| 2018年 | 10   | 15     | 3    | 2      | 5      | 12   | 19   | 5    |
| 2019年 | 8    | 9      | 0    | 8      | 2      | 8    | 13   | 7    |
| 2020年 | 3    | 8      | 1    | 1      | 0      | 3    | 15   | 6    |
| 2021年 | 5    | 8      | 1    | 0      | 3      | 6    | 13   | 3    |

| 年份 | 博士學位 | 碩士學位 | 學士學位或同等學歷 | 其他 |
| ---- | -------- | -------- | ------------------ | ---- |
| 2016 | 0        | 17       | 109                | 1    |
| 2017 | 3        | 20       | 56                 | 1    |
| 2018 | 0        | 17       | 54                 | 0    |
| 2019 | 0        | 10       | 45                 | 0    |
| 2020 | 0        | 6        | 30                 | 1    |
| 2021 | 0        | 6        | 32                 | 1    |
| 2022 | 2        | 10       | 44                 | 0    |

## 成效
2022年輸入中國籍香港永久性居民第二代計劃申請人數創下新低，有曾通過相關計劃入境的港二代因中美貿易戰、香港防疫措施、香港法治及言論自由被侵蝕和政府支援同資源不足，寧願放棄獲得居港權的機會而轉戰新加坡。